# Mikhaïl Matveïevitch Ivanov
Pour les articles homonymes, voir Mikhaïl Ivanov.
Mikhaïl Ivanov (en russe : Иванов, Михаил Матвеевич) est un peintre russe né en 1748 à Novgorod en Russie et mort le 16 août 1823 (calendrier julien) à Saint-Pétersbourg.

## Œuvres
- Le cosaque noir Antin Holovaty
- La bataille d'Izmaïl.

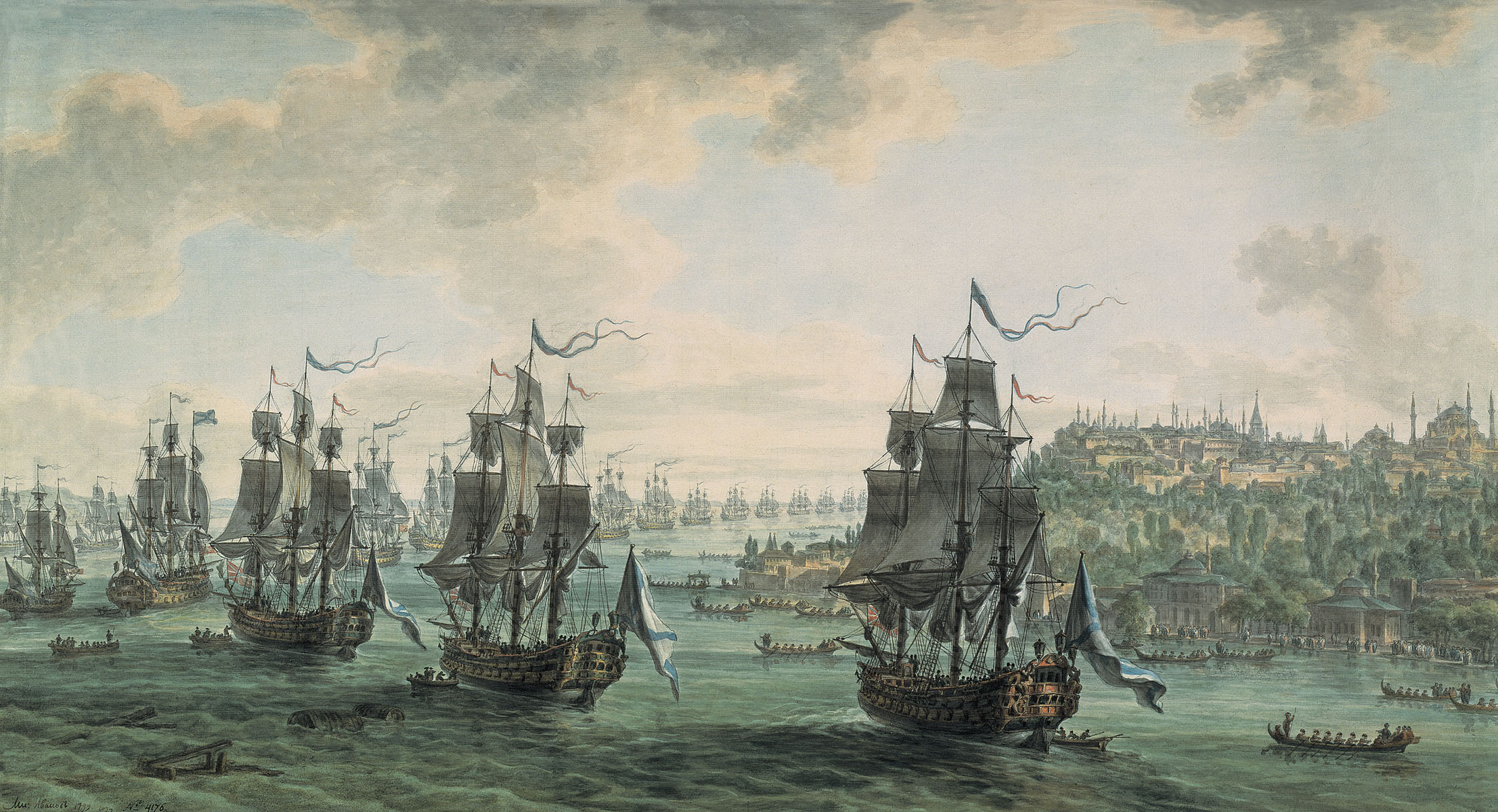
La flotte de la mer Noire traversant le détroit du Bosphore.
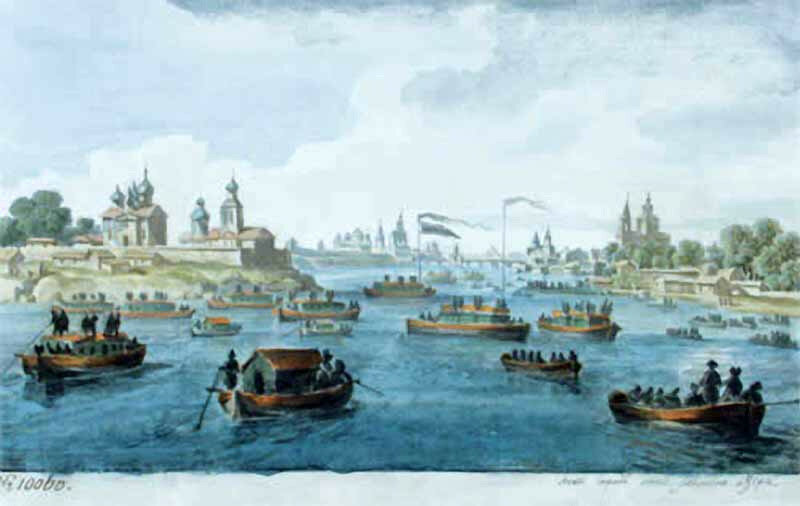
La flotte impériale entrant à Novgorod.
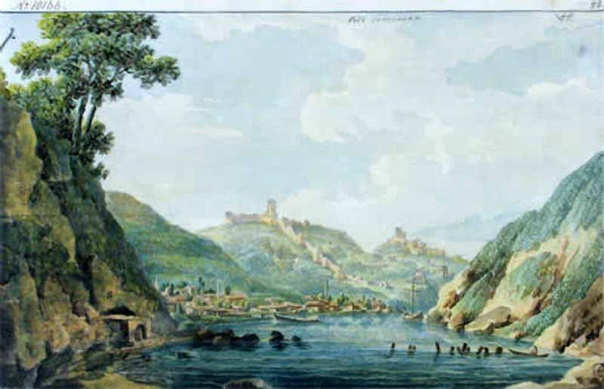
La forteresse de Balaklava.
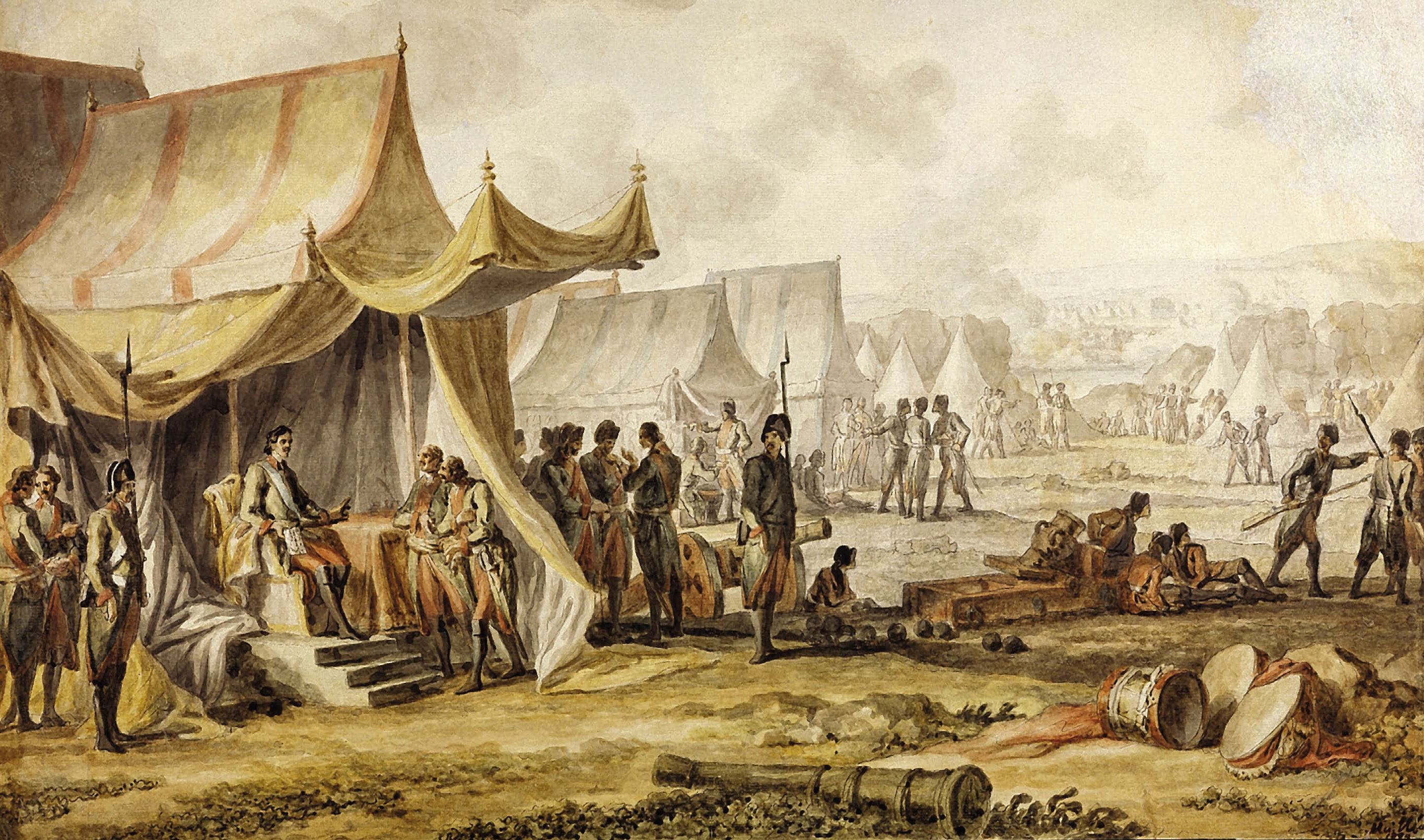
Pierre Ier le Grand lors de la Bataille du Prut, Guerre russo-turque de 1710-1711.
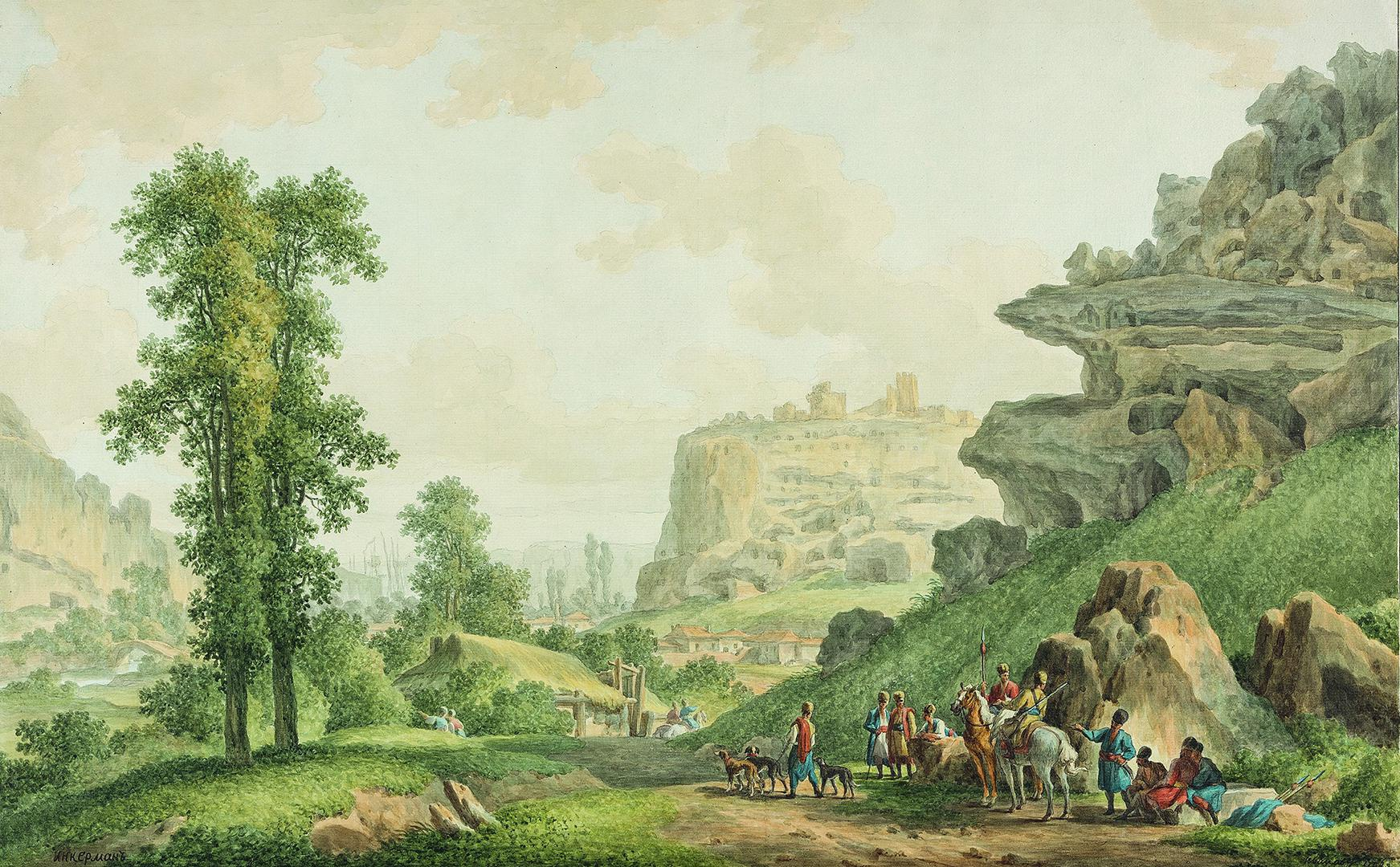
Le fort Kalamita.
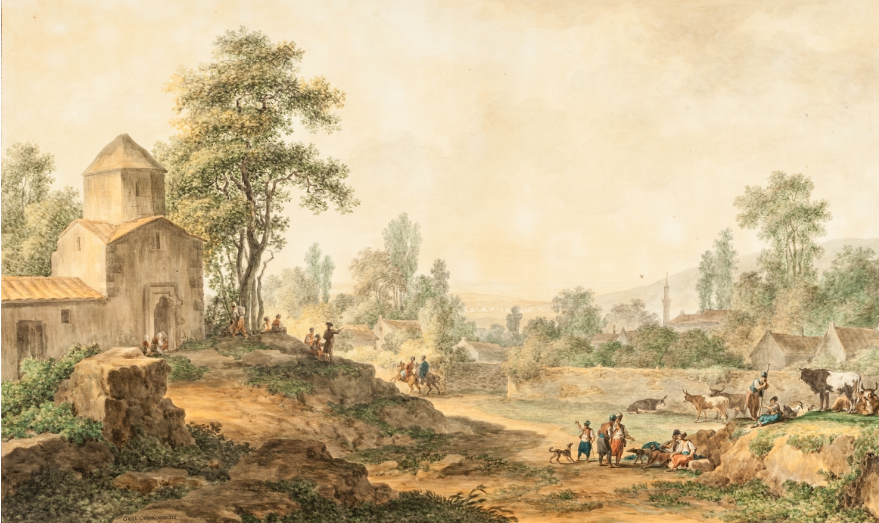
Ruines de bâtiment religieux à Staryï Krym.